# Kígyós-patak (Heves vármegye)
A Kígyós-patak a Heves–Borsodi-dombságban ered, Sirok településtől északkeletre, Heves vármegyében, mintegy 270 méteres tengerszint feletti magasságban. A patak forrásától kezdve déli irányban halad, majd Aldebrő és Tófalu közt éri el a Tarnát.
A partjain fekvő öt település közt egyetlen város van, Verpelét, mely egyben 3800 fő fölötti lakónépességével a patak mentén a legnagyobb lélekszámú település is egyben.

## Part menti települések
A Kígyós-patak menti öt településen összesen több, mint 7600 fő él.
- Sirok
- Tarnaszentmária
- Verpelét
- Feldebrő
- Aldebrő